# Де-Горст (Берг-ен-Дал)
Де-Горст (нід. De Horst) — село в нідерландській провінції Гелдерланд. Входить до муніципалітету Берг-ен-Дал.